# Dichelacera intermedia
Dichelacera intermedia är en tvåvingeart som beskrevs av Lutz 1915. Dichelacera intermedia ingår i släktet Dichelacera och familjen bromsar. Inga underarter finns listade i Catalogue of Life.